# Malalag
Malalag ist eine philippinische Stadtgemeinde in der Provinz Davao del Sur. Sie hat 38.731 Einwohner (Zensus 1. August 2015).

## Baranggays
Malalag ist politisch in 15 Baranggays unterteilt.
- Baybay
- Bolton
- Bulacan
- Caputian
- Ibo
- Kiblagon
- Lapla
- Mabini
- New Baclayon
- Pitu
- Poblacion
- Tagansule
- Bagumbayan
- Rizal (Parame)
- San Isidro